# Vargem Alegre
Vargem Alegre é um município brasileiro do estado de Minas Gerais. Localiza-se no Vale do Rio Doce e pertence ao colar metropolitano do Vale do Aço. Sua população estimada em 2018 era de 6 491 habitantes.

## História
A área onde está situado o atual município de Vargem Alegre teve como primeiros proprietários Cândido José Machado (a quem o nome da principal avenida da cidade homenageia) e Maria Gabriella de Jesus, que doaram 50 hectares de terras situadas na margem direita do ribeirão Sacramento. Nessa área surgiu um povoamento, cujo desenvolvimento observado culminou na criação do distrito de Vargem Alegre pela lei nº 1.039, de 12 de dezembro de 1953, com território desmembrado de Entre Folhas e passando a pertencer a Caratinga. A emancipação foi decretada pela lei estadual nº 10.703, de 21 de dezembro de 1995.

## Geografia
De acordo com a divisão regional vigente desde 2017, instituída pelo IBGE, o município pertence às Regiões Geográficas Intermediária de Ipatinga e Imediata de Caratinga. Até então, com a vigência das divisões em microrregiões e mesorregiões, fazia parte da microrregião de Caratinga, que por sua vez estava incluída na mesorregião do Vale do Rio Doce.
O município de Vargem Alegre está integrado na bacia hidrográfica do Rio Doce e a temperatura média anual é de 23,3 °C, ficando os meses mais quentes com valores em torno de 28,3 °C, e os mais frios em torno dos 19,1 °C. O principal curso d’água é o ribeirão do Boi, sub-bacia do rio Doce, que tem como afluentes: córrego São Cândido, o ribeirão Caratinga, e os córregos Cajuru, Rochedo.
A Unidade Básica de Saúde de Vargem Alegre é uma das e estruturas de saúde  que da suporte básico diurno e parte da noite. Suporte avançado e básico, após determinado horário, deve ser encaminhado às cidades de Caratinga ou Ipatinga.
Refletindo a realidade brasileira, Vargem Alegre sofre com a degradação ambiental, principalmente devido à derrubada e queimadas da Mata Atlântica para criação de pastagens. O outrora caudaloso ribeirão do Boi, hoje está densamente poluído pelo esgoto não tratado da cidade e assoreado. Assim como estão seus afluentes principais.Ponto culminante do município é a Pedra da Penha com aproximadamente 854  metros de altitude.

## Cultura e lazer

### Música

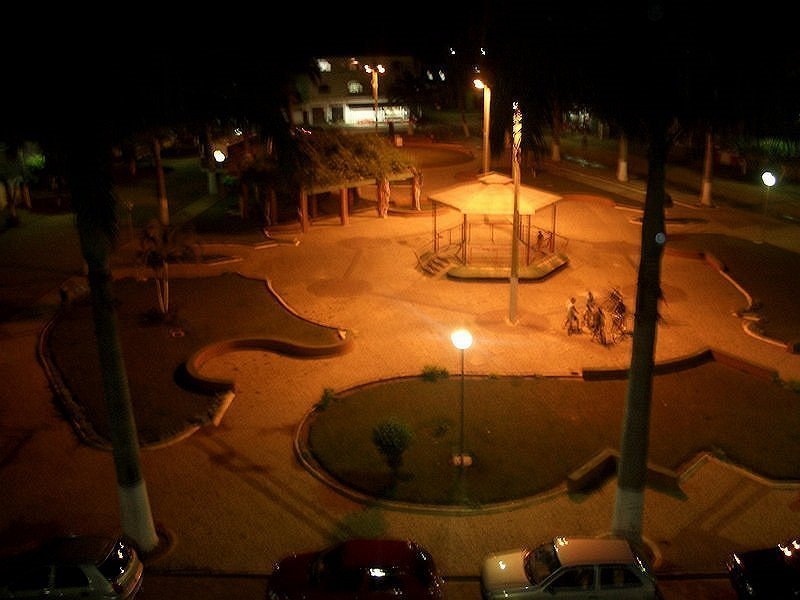
Praça da cidade

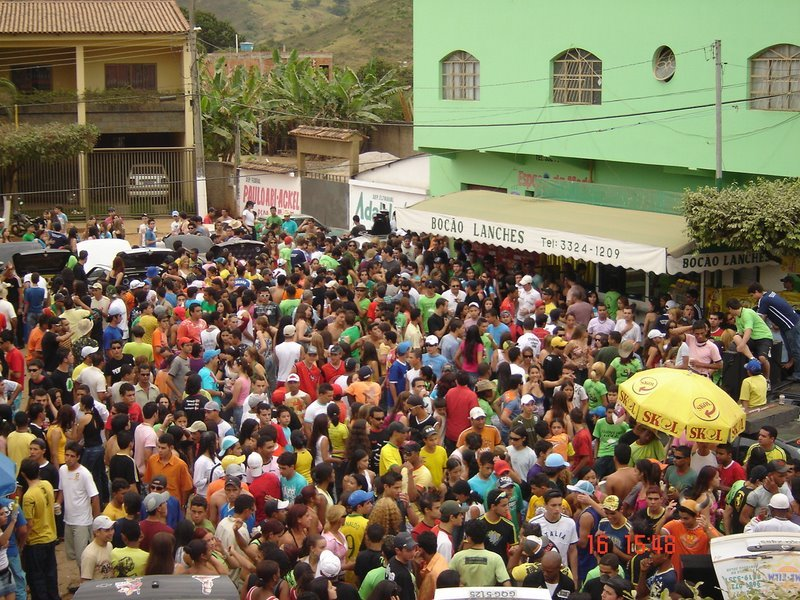
Festa do Arroz edição 2009

Na área musical, destaque é a banda de rock "Mahais", onde dois de seus integrantes, Rocky (vocal) e Mell (guitarra solo), são de Vargem Alegre. A "Mahais" iniciou sua jornada em 2001 a partir da reunião de cinco amigos parar se apresentar em um festival do qual já saiu campeã. Esse foi o estimulo necessário para a banda começar. Após 2 anos de sucesso nas cidades mineiras, realizou a gravação do primeiro CD, composto por músicas próprias que posteriormente veio a ser lançado pela Universal Music. Em 2010, a banda lançou o segundo disco, gravado em parceria com o técnico vargem-alegrense Ney Franco, intitulado "Alforria", com músicas de autoria de Ney em parceria com os integrantes da banda e seu produtor Michael Sullivan. A banda "Mahais" já participou de programas de televisão como atitude.com, A Tarde é Sua, Vídeo Show, Globo Esporte, Bem Amigos!, entre outros.
Outro conjunto destaque da cidade é o "Trio Pé de Cedro", conjunto formado em 2004 e que vem alcançando destaque em Vargem Alegre e cidades vizinhas com a música sertaneja raiz, base e especialidade de seu repertório, este constituído de músicas que foram sucesso com Tião Carreiro e Pardinho, Tonico e Tinoco, Dino Franco e Mouraí, Lourenço e Lourival, Milionário e José Rico e Pedro Bento e Zé da Estrada, assim como sertanejas mais modernas e dançantes.

### Turismo
O tradicional Festival do Arroz atraia multidões e era bastante conhecida em Minas Gerais até sofrer forte Impacto devido questões políticas refletindo a realidade do país. Era realizada pela Prefeitura Municipal, sem custos para população. Costumava ser realizado no mês de de Julho, 3 dias de festa (24 h por dia). O Festival do Arroz era realizado há mais de 20 anos, em 2010 a XXIV edição.

### Esporte
Vargem Alegre também tem grande destaque a nível esportivo tanto na região metropolitana do Vale do Aço quanto a nível nacional. O time da cidade, SEVALE, tem grandes atuações em campeonatos amadores da região.
A nível nacional, o grande destaque é o técnico vargem-alegrense Ney Franco, que além de diversos títulos nacionais e internacionais na categoria de base do Cruzeiro, como profissional foi campeão (2005) e vice (2006) do Campeonato Mineiro com o Ipatinga, campeão da Copa do Brasil (2006), Campeão Carioca (2007) com o Flamengo e Campeão Paranaense (2010) com o Coritiba. Comandou a Seleção Brasileira sub-20, com a qual foi Campeão da Copa do Mundo FIFA Sub-20.